# Joel Mason
Joel Gregory Mason, nato Joel Gregory Muleski (Iron River, 12 marzo 1912 – Harper Woods, 31 ottobre 1995), è stato un giocatore di football americano, cestista e allenatore di pallacanestro statunitense.

## Carriera

### Football
Dopo aver giocato a livello giovanile nella Western Michigan University, Mason ha giocato 5 stagioni da professionista nella National Football League. Nel 1939 ha militato nei Chicago Cardinals e dal 1942 al 1945 nei Green Bay Packers. Proprio con i Packers ha vinto il campionato NFL del 1944. Dal 1946 al 1948 è stato assistente alla Wayne State University.

#### Palmarès
- Campionati NFL : 1

Green Bay Packers: 1944

#### Statistiche
| Ricezioni              | 34  |
| Yard ricevute          | 390 |
| Touchdown su ricezione | 2   |

### Pallacanestro
Mason è stato attivo anche nel mondo cestistico, parallelamente a quello del football. Nel 1942 ha giocato una partita con gli Sheboygan Red Skins. Negli anni successivi ha allenato i Detroit Gems nella prima parte della stagione NBL 1946-1947, lasciando la guida della squadra nel gennaio 1947 per dedicarsi alla carriera di allenatore a livello collegiale. Ha allenato la Wayne State University dal 1948 fino al 1966. Nell'arco di 18 stagioni ha centrato 186 vittorie e 173 sconfitte,